# Giovanni Battista Bussi (1657-1726)
Pour les articles homonymes, voir Giovanni Battista Bussi et Bussi.
Giovanni Battista Bussi (né le 2 avril 1657 à Viterbe dans les  États pontificaux et mort le 23 décembre 1726 à Rome) est un cardinal italien du XVIIIe siècle.

## Biographie
Giovanni Battista Bussi est le petit-neveu du cardinal Filippo Filonardi (1611). Il est l'oncle du cardinal Pierfrancesco Bussi (1759) et grand-oncle du cardinal Giovanni Battista Bussi (1824).
Giovanni Battista Bussi obtient un doctorat in utroque jure à l'université La Sapienza de Rome en 1696. Il est internonce à Bruxelles (en) de 1698 à 1705.
Il est nommé archevêque titulaire de Tarse en 1706 et nommé nonce apostolique à Cologne. Il est transféré au diocèse d'Ancône en 1710 avec titre personnel d'archevêque.
Le pape Clément XI le crée cardinal in pectore lors du consistoire du 18 mai 1712. Sa création est publiée en septembre 1712.
Il participe au conclave de 1721 (élection du pape Innocent XIII) et au conclave de 1724 (élection de Benoît XIII).

## Succession apostolique
Giovanni Battista Bussi a ordonné les évêques suivants :
- Archevêque Adam Daemen (nl) (1707)
- Évêque Pierre-Joseph de Franken-Sierstof (1711)
- Archevêque Alessandro Borgia (1716)
- Évêque Giovan Battista Renzoli (1721)
- Évêque Francesco Maria Tansi (it) (1721)
- Évêque Gianfrancesco De' Bisleti (1721)
- Évêque Giovanni Francesco Leonini (1721)
- Évêque Onofrio Pini (1721)